# Andrea Rota

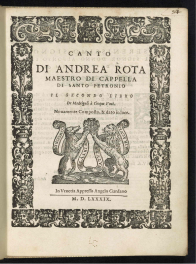
Portada del Segundo libro de madrigales de Andrea Rota, Venecia (1589)

Andrea Rota (Bolonia, 1553- Bolonia, junio de 1597) fue un compositor italiano.
Se conocen pocos detalles de la vida de Andrea Rota. Trabajó en Roma y después se trasladó a Venecia, donde publicó su Primer libro de madrigales a cinco voces (1579), al que le seguirán otros en 1589 y 1594. En 1583 estaba de vuelta en su ciudad natal, Bolonia, donde coincidió con el padre F. Mauro de' Servi, otro compositor activo esos años.
Rota fue nombrado en mayo de 1583 maestro de capilla de la basílica de San Petronio por el cardinal Boncompagni. Gracias a este cargo dispuso de un gran coro compuesto por 34 cantores y tres instrumentistas (un órgano, un trombón y un corneta). Bajo la dirección de Rota desarrolló su carrera de organista en San Petronio Giovanni Battista Mecchi. Por el gran aprecio que el clero de San Petronio sentía por la labor de Rota como compositor (en 1584 publicó su Primer libro de motetes), en 1594 se creó una plaza de maestro de canto para liberar a Rota de esta tarea. En 1595 publicó un segundo libro de motetes (cantados por chori spezzati, esto es, por varios coros) y su Primer libro de misas.
En sus obras sacras Rota mostró la influencia de Cipriano de Rore, en cuya música se basa para componer tres misas parodia: Qual è più grand'amore, Non mi tolga il ben mio y En voz à Dieux (esta última quedó inédita a su muerte). En la música secular, sin embargo, se inspiró en la música de la corte de Ferrara y usó un estilo más libre y rico en disonancias. Rota puso música a versos de poetas como Cesare Rinaldi (quien le dedicó un soneto) o Petrarca.
Aparte del gran aprecio que sintieron por él sus contemporáneos, Rota influyó en algunos músicos posteriores, como Ottavio Vernizzi. El compositor y organista dieciochesco Charles Burney) también alabó la maestría de Rota con el contrapunto.